# ماورو إيكاردي
ماورو إيمانويل إيكاردي (بالإسبانية: Mauro Icardi) (تلفظ بالإسبانية: /ˈmauɾo emaˈnwel iˈkaɾði/؛ مواليد 19 فبراير 1993) هو لاعب كرة قدم أرجنتيني يلعب في مركز الهجوم مع غلطة سراي كما يلعب أيضًا مع منتخب الأرجنتين لكرة القدم. يٌعتبر هداف من الطراز الرفيع، ووصف بأنه «متوحش داخل الصندوق» و«مهاجم قاتل».
كان إيكاردي في أكاديمية الشباب لنادي برشلونة لا ماسيا، قبل أن ينتقل إلى سامبدوريا حيث بدأ معهم مسيرته الاحترافية. بعد موسم 2012–13 الذي أثار به الإعجاب مع سامبدوريا، انضم إلى إنتر ميلان في يوليو 2013 ومنذ ذلك الحين أحرز أكثر من 100 هدف في الدوري الإيطالي. وهو حاليا في المرتبة التاسعة من بين أفضل هدافي الإنتر عبر التاريخ. حصل إيكاردي على جائزة كابوكانونيري في موسمي 2014–15 و2017–18، حيث كان فائز بالشاركة في كلا الموسمين. بعد موسم 2014–15، تم تعيينه كقائد جديد للإنتر. بعد ثلاث سنوات، كان إيكاردي جزءًا لا يتجزأ من الإنتر وساعدهم للحصول على مقعد يؤهلهم للعب في دوري أبطال أوروبا، وهي المرة الأولى لهم منذ ست سنوات. في عام 2019، في اليوم الأخير لسوق الانتقالات الصيفية، وقع إيكاردي مع باريس سان جيرمان على إعارة لمدة عام.
كان إيكاردي الجدل بسبب زواجه من واندا نارا، التي كانت زوجه السابقة لزميله السابق في سامبدوريا ماكسي لوبيز. طلق لوبيز نارا بسبب علاقتها المكشوفة مع إيكاردي.
إيكاردي هو لاعب دولي مع الأرجنتين، وقد شارك لأول مرة في أكتوبر 2018، لكن منذ ذلك الوقت لم يلعب إلا نادرا. جلبت زوجته المثيرة للجدل الكثير من العداء ضده في الأرجنتين، وتم اعتبارها أنها السبب في عدم مشاركته مع المنتخب الوطني. أثار إيكاردي الجدل بسبب عدم إستدعاءه لقائمة الأرجنتين النهائية التي شاركت في نهائيات كأس العالم 2018.

## مسيرته الكروية

### بدايته المبكرة
ولد إيكاردي في روساريو، الأرجنتين وانتقل إلى جزر الكناري الإسبانية عندما كان في التاسعة من عمره. بدأ مسيرته الكروية مع نادي فيسينداريو في كناريا الكبرى، وسجل أكثر من 500 هدف في فئات الشباب.
في عام 2007، تنافس على ضمه قطبي إسبانيا برشلونة وريال مدريد، بعد عروض من فالنسيا ونادي إشبيلية وإسبانيول وديبورتيفو لاكورونيا وأرسنال ونادي ليفربول. فاز برشلونة بسباق التوقيع مع إيكاردي ووقع معه حتى عام 2013.
انضم إيكاردي إلى النادي الكاتالوني في بداية موسم 2008–09 وشارك مع فريق تحت 17 سنة. تمت ترقيته إلى فريق تحت 19 سنة في الموسم التالي قبل أن ينضم إلى سامبدوريا على سبيل الإعارة في يناير 2011. ذكر إيكاردي فيما بعد أن مغادرته لبرشلونة لم تكن قرارًا سيئًا، مقتنعًا بأن قراره بالمضي قدمًا كان قرارًا صائبًا.

### سامبدوريا
في 11 يناير 2011، أكد نادي سامبدوريا أن إيكاردي قد وقع مع النادي على سبيل الإعارة حتى نهاية الموسم. بعد نجاح إعارته إلى سامبدوريا، حيث سجل 13 هدفاً في 19 مباراة مع فريق الشباب، استخدم سامبدوريا خيار شراء إيكاردي مقابل 400,000 يورو في يوليو 2011، ووقع مع إيكاردي في صفقة لمدة ثلاث سنوات.
في 12 مايو 2012، شارك لأول مرة مع الفريق الأول ضد يوفي ستابيا، بعد دخوله مكان برونو فورنارولي في الدقيقة 75 من المباراة. بعد عشر دقائق، سجل إيكاردي هدفه الاحترافي الأول وهدف الفوز لسامبدوريا بالمباراة 2–1.
في 26 سبتمبر 2012، شارك لأول في الدوري مرة مع سامبدوريا ضد روما، حيث حل محل لاعب الوسط مارسيلو استيغاريبيا في الدقيقة 49. في 12 نوفمبر، سجل إيكاردي هدفه الأول في الدوري الإيطالي في ديربي جنوى ضد جنوى في مباراة الفوز 3–1. في 6 يناير 2013، سجل هدفين ضد يوفنتوس في مباراة فوز سامبدوريا 2–1 على ملعب يوفنتوس. كانت هذه هي الخسارة الثانية لنادي يوفنتوس على ملعب يوفنتوس منذ بناءه.
في 18 مايو، خلال المباراة الختامية لموسم 2012–13، سجل إيكاردي مرة أخرى ضد يوفنتوس، مما ساعد فريقه على الفوز على بطل إيطاليا 3–2 على ملعب لويجي فيراريس.

### إنتر ميلان
في أواخر أبريل، تم الإعلان عن انضمام إيكاردي للانتر قبل بداية موسم 2013–14. كما تم تأكيد الصفقة في وقت لاحق من قبل مجلس إدارة سامبدوريا. بلغت رسوم الانتقال 6.5 مليون يورو مقابل 50٪ من حقوق التسجيل. تم تقديم إيكاردي رسميا كواحد من لاعبي إنتر في 16 يوليو مع المهاجم الجزائري إسحاق بلفضيل، حيث تم إعطاءة الرقم 9. وصرح فيما بعد قائلاً: «إن الانتقال إلى الإنتر هو حلم تحقق»، مضيفًا أنه: «كان لديه الكثير من العروض ، لكنه أراد الإنتر فقط».

#### باريس سان جيرمان (إعارة)
في 2 سبتمبر 2019، انضم إيكاردي إلى نادي باريس سان جيرمان الفرنسي في صفقة إعارة لمدة موسم واحد مقابل 5 ملايين يورو مع خيار أحقية الشراء مقابل 65 مليون يورو.

## مسيرته الدولية

### الشباب
في أبريل 2012، تلقى إيكاردي استدعاء من المنتخب الإيطالي تحت 19 سنة للعب في مباراة ودية ضد إنجلترا، لكن اللاعب رفض قبول الدعوة لأنه يريد اللعب مع الأرجنتين. تم تحقيق رغبته في 26 يوليو حيث استدعي من قبل مدرب منتخب الأرجنتين تحت 20 سنة مارسيلو تروبياني للعب في مباراة ودية ضد ألمانيا، حيث شارك لأول مرة في 14 أغسطس في كومرتسبانك أرينا، وبطولة لالسياديا. التي لعبت في بلنسية، إسبانيا.
سجل إيكاردي هدفه الأول مع الأرجنتين تحت 20 سنة في 19 أغسطس في مباراة الفوز 2–0 على اليابان، والذي أعقبه بهدفين آخرين فيمباراة الفوز 2–1 على تركيا بعد ثلاثة أيام. انتهت البطولة بتصدر إيكاردي لقائمة الهدافين برصيد ثلاثة أهداف.

### المنتخب الأول
بعد اهتمام مدرب منتخب إيطاليا تشيزاري برانديلي بأداء إيكاردي في فبراير 2013، أعلن إيكاردي عن رغبته في اللعب مع المنتخب الأرجنتيني، على الرغم من كونه مؤهلا للعب في إيطاليا، قائلاً: «أنا ممتن جدا لكرة القدم الإيطالية على الفرصة التي منحتني إياها، وأود أيضا أن أشكر برانديلي على الكلمات الجميلة التي عبّر عنها عني. لكن يجب أن أكون صادقاً ومخلصاً – أنا أرجنتيني، أشعر بالأرجنتين، وقد حلمت دائماً بارتداء قميص أمتي. في الواقع، سيكون هذا هو الحد الأقصى بالنسبة لي».
في 15 أكتوبر 2013 لعب مباراته الأولى مع المنتخب الأول، حيث دخل كبديل عن أوغوستو فيرنانديز في الدقيقة الثانية والثمانين من مباراة الخسارة 3–2 أمام الأوروغواي في تصفيات كأس العالم 2014.
في أبريل 2016، تم استبعاد إيكاردي من التشكيلة الأولية المشاركة في كوبا أمريكا المئوية لفريق خيراردو مارتينو، على الرغم من أن المدرب الأرجنتيني ضمه لاحقاً في تشكيلة منتخب الأرجنتين تحت 23 سنة في الألعاب الأولمبية الصيفية 2016 في ريو دي جانيرو. ومع ذلك، لم يسمح له إنتر ميلان للمشاركة في الأولمبياد.
في 19 مايو 2017، تلقى إيكاردي أول استدعاء له بعد أكثر من ثلاث سنوات على يد المدرب الجديد خورخي سامباولي لمباراتين وديتين ضد البرازيل وسنغافورة في يونيو.
في مايو 2018، تم ضم إيكاردي في التشكيلة التمهيدية للأرجنتين المكونة من 35 لاعباً للمشاركة في كأس العالم 2018 في روسيا. في وقت لاحق من ذلك الشهر، تم استبعاده من التشكيلة النهائية المكونة من 23 لاعب، مع تفضيل المدرب لكريستيان بافون عنه.
سجل إيكاردي أول هدف دولي له في 20 نوفمبر، في مباراة ودية أنتهت بالفوز 2–0 على المكسيك. كان هدفه الذي سجله بعد 71 ثانية فقط، رابع أسرع هدف في تاريخ الأرجنتين.

## حياته الشخصية
كان إيكاردي موضع جدل بسبب زواجه من واندا نارا التي كانت زوجة زميله السابق في سامبدوريا ماكسي لوبيز. تطلقلا لوبيز ونارا بسبب علاقتها المكشوفة مع إيكاردي.

## الإحصائيات

### النادي
آخر تحديث 2 سبتمبر 2019.
| النادي           | الموسم   | الدوري                         | الدوري | الدوري  | الكأس  | الكأس   | كأس الدوري | كأس الدوري | أوروبا | أوروبا  | أخرى   | أخرى    | المجموع | المجموع |
| النادي           | الموسم   | الدرجة                         | الظهور | الأهداف | الظهور | الأهداف | الظهور     | الأهداف    | الظهور | الأهداف | الظهور | الأهداف | الظهور  | الأهداف |
| ---------------- | -------- | ------------------------------ | ------ | ------- | ------ | ------- | ---------- | ---------- | ------ | ------- | ------ | ------- | ------- | ------- |
| سامبدوريا        | 2011–12  | الدوري الإيطالي الدرجة الثانية | 2      | 1       | 0      | 0       | —          | —          | —      | —       | —      | —       | 2       | 1       |
| سامبدوريا        | 2012–13  | الدوري الإيطالي                | 31     | 10      | 0      | 0       | —          | —          | —      | —       | —      | —       | 31      | 10      |
| سامبدوريا        | المجموع  | المجموع                        | 33     | 11      | 0      | 0       | —          | —          | —      | —       | —      | —       | 33      | 11      |
| إنتر ميلان       | 2013–14  | الدوري الإيطالي                | 22     | 9       | 1      | 0       | —          | —          | —      | —       | —      | —       | 23      | 9       |
| إنتر ميلان       | 2014–15  | الدوري الإيطالي                | 36     | 22      | 2      | 1       | —          | —          | 10     | 4       | —      | —       | 48      | 27      |
| إنتر ميلان       | 2015–16  | الدوري الإيطالي                | 33     | 16      | 1      | 0       | —          | —          | —      | —       | —      | —       | 34      | 16      |
| إنتر ميلان       | 2016–17  | الدوري الإيطالي                | 34     | 24      | 2      | 0       | —          | —          | 5      | 2       | —      | —       | 41      | 26      |
| إنتر ميلان       | 2017–18  | الدوري الإيطالي                | 34     | 29      | 2      | 0       | —          | —          | —      | —       | —      | —       | 36      | 29      |
| إنتر ميلان       | 2018–19  | الدوري الإيطالي                | 29     | 11      | 2      | 2       | —          | —          | 6      | 4       | —      | —       | 37      | 17      |
| إنتر ميلان       | المجموع  | المجموع                        | 188    | 111     | 10     | 3       | —          | —          | 21     | 10      | —      | —       | 219     | 124     |
| باريس سان جيرمان | 2019–20  | الدوري الفرنسي                 | 0      | 0       | 0      | 0       | 0          | 0          | —      | —       | —      | —       | 0       | 0       |
| الإجمالي         | الإجمالي | الإجمالي                       | 221    | 122     | 10     | 3       | 0          | 0          | 21     | 10      | 0      | 0       | 251     | 134     |

1. 1 2  المباريات في الدوري الأوروبي.
2. ↑  المباريات في دوري أبطال أوروبا.

### المنتخب
آخر تحديث 20 نوفمبر 2018.
| المنتخب الوطني | العام   | الظهور | الأهداف |
| -------------- | ------- | ------ | ------- |
| الأرجنتين      | 2013    | 1      | 0       |
| الأرجنتين      | 2017    | 3      | 0       |
| الأرجنتين      | 2018    | 4      | 1       |
| المجموع        | المجموع | 8      | 1       |

### الأهداف الدولية
آخر تحديث 20 نوفمبر 2018.
قائمة الأهداف والنتائج مع منتخب الأرجنتين الأول.
| # | التاريخ        | المكان                                     | الكأس | الخصم   | الهدف | النتيجة | المسابقة |
| - | -------------- | ------------------------------------------ | ----- | ------- | ----- | ------- | -------- |
| 1 | 20 نوفمبر 2018 | ملعب مالفيناس أرخنتيناس، مندوزا، الأرجنتين | 18    | المكسيك | 1–0   | 2–0     | ودية     |

## الإنجازات

### النادي
باريس سان جيرمان
- الدوري الفرنسي (2): 2019–20، 2021–22
- كأس فرنسا (1): 2019–20
- كأس الرابطة الفرنسية (1): 2019–20

 غلطة سراي
- الدوري التركي الممتاز (2): 2022–23، 2023–24
- كأس السوبر التركي (1): 2023

### الفردية
- جائزة لاعب العام في الدوري الإيطالي (1): 2018[47]

- هداف الدوري الإيطالي (2): 2014–15، 2017–18[48]
- تشكيلة العام في الدوري الإيطالي (2): 2014–15،[49] 2017–18[50]
- هدف العام في الدوري الإيطالي (1): 2018[51]
- جوائز جازيتا الرياضية – أداء العام (1): 2018[52]

## وصلات خارجية
- ماورو إيكاردي على موقع الاتحاد الدولي (مؤرشف)  (الإنجليزية)
- ماورو إيكاردي على موقع الاتحاد الأوربي (الإنجليزية)
- ماورو إيكاردي على موقع اتحاد تركيا (لاعب) (الإنجليزية)
- ماورو إيكاردي على موقع إي إس بي إن إف سي (الإنجليزية)
- ماورو إيكاردي على موقع قاعدة بيانات كرة القدم.إي يو (الإنجليزية)
- ماورو إيكاردي على موقع بيانات كرة القدم. دي إي (الألمانية)
- ماورو إيكاردي على موقع ليكيب (الفرنسية)
- ماورو إيكاردي على موقع ناشيونال فوتبول تيمز (الإنجليزية)
- ماورو إيكاردي على موقع Soccerbase.com (لاعب) (الإنجليزية)
- ماورو إيكاردي على موقع Soccerway.com (الإنجليزية)